# Hatanga
A Hatanga (oroszul: Хатанга) folyó Oroszországban, Kelet-Szibéria északnyugati részén, a Krasznojarszki határterület északi vidékén.
Nevének jelentése evenki nyelven: nagy víz.

## Földrajz
Hossza: 227 km, vízgyűjtő területe: 364 000 km2. Évi közepes vízhozama: 3320 m3/s.
Két folyó: a Heta (hossza 604 km) és a Kotuj (hossza 1409 km) találkozásánál kezdődik. 
(Egy korábbi ismertető a Hatanga kezdetének nem a Kotuj-Heta, hanem a Kotuj és a Mojero folyó találkozását tekinti, a Heta pedig a legnagyobb mellékfolyóként szerepel.)
Vízgyűjtő területe hosszához képest hatalmas (Magyarország területénél csaknem négyszer nagyobb.) A két folyó ugyanis, melyek egyesülésével keletkezik, a Hatangánál jóval hosszabb, mindkettő a Putorana-fennsíkon ered.
Alföldi jellegű folyó. Az Észak-szibériai-alföldön, széles völgyben északkelet felé folyik és a Laptyev-tenger Hatanga-öblébe ömlik. Torkolati részén 120 km hosszan elnyúló tölcsértorkolatot képez. Végig hajózható, de a hajózási időszak nagyon rövid. 
Szeptember végén, október első felében befagy, jégpáncélja június elején enged fel.
Partján jelentősebb település a folyóéval azonos nevű Hatanga (kb. 3000 fő), kikötő. Repülőtere van, 2006 végéig járási (rajon-) székhely volt.  

### Mellékfolyói
- Balról: Nyizsnyaja, Bludnaja, Popigaj
- Jobbról: Novaja, Malaja Balahnya